# Conus klemae
Conus klemae là một loài ốc biển, là động vật thân mềm chân bụng sống ở biển trong họ Conidae, họ ốc cối.
Giống như tất cả các loài thuộc chi Conus, chúng là loài săn mồi và có nọc độc. Chúng có khả năng"đốt"con người, do vậy khi cầm chúng phải hết sức cẩn thận.